# 奈良県出身の人物一覧
奈良県出身の人物一覧（ならけんしゅっしんのじんぶついちらん）は、Wikipedia日本語版に記事が存在する奈良県出身の人物の一覧である。

## 公人

### 政治家
現職
- 石田昌宏（自由民主党の参議院議員）：大和郡山市
- 稲村和美（兵庫県尼崎市長）：奈良市
- 熊谷俊人（千葉県知事）：天理市
- 小林茂樹（自由民主党の衆議院議員） : 奈良市
- 佐藤啓（自由民主党の参議院議員）:奈良市
- 高市早苗（自由民主党の衆議院議員、総務大臣）：奈良市
- 田野瀬太道（自由民主党の衆議院議員）：五條市
- 辻元清美（立憲民主党の参議院議員）：吉野郡大淀町
- 堀井巌（自由民主党の参議院議員）:橿原市
- 松川るい (自由民主党の参議院議員) :奈良市
- 馬淵澄夫（衆議院議員）：奈良市

閣僚経験者
- 奥野誠亮（自由民主党の元衆議院議員、元法務大臣、元文部大臣、元国土庁長官）：御所市
- 木村篤太郎（自由民主党の元参議院議員、元法務大臣、元防衛庁長官、元行政管理庁長官）：五條市
- 堺屋太一（民間人閣僚、元経済企画庁長官）：御所市
- 新谷寅三郎（自由民主党の元参議院議員、元郵政大臣、元運輸大臣）：橿原市
- 服部安司（自由民主党の元衆議院議員、元参議院議員、元郵政大臣）：上牧町
- 堀内俊夫（自由民主党の元参議院議員、元環境庁長官）：天理市
- 前田武志（民主党の元参議院議員、元国土交通大臣）：吉野郡十津川村
- 前田正男（自由民主党の元衆議院議員、元科学技術庁長官）：吉野郡十津川村
- 森本晃司（公明党の元国会議員、元建設大臣）：大和高田市

都道府県知事
- 荒井正吾（奈良県知事）：大和郡山市
- 上田繁潔（奈良県知事）：奈良市
- 奥田良三 (政治家)（奈良県知事）：大和郡山市
- 柿本善也（奈良県知事）：大和高田市
- 熊谷俊人（千葉県知事）：天理市

その他の政治家
- 今村勤三（元衆議院議員）：生駒郡安堵町
- 鍵田忠兵衛（自由民主党の元衆議院議員）：元奈良市長：奈良市
- 竹村奈良一（日本共産党の元衆議院議員）：橿原市
- 田野瀬良太郎（自由民主党の元衆議院議員）：五條市
- 樽井藤吉（元衆議院議員）：五條市
- 白浜一良（公明党の元国会議員、党副代表、黎明クラブ代表）：大和郡山市
- 中村哲治（元参議院議員）：生駒市
- 西村栄一（民主社会党第2代委員長）　香芝市　政治家西村眞悟の父
- 前川清成（衆議院議員、前参議院議員）：橿原市
- 前田武志（前参議院議員）：吉野郡十津川村
- 森岡正宏（自由民主党の元国会議員）：奈良市

### 政治活動家
- 辻山清（政治運動家）：奈良市

### 行政
- 逢阪貴士（第3代警察庁サイバー警察局長、内閣総理大臣秘書官、慶應義塾大学総合政策学部教授）[1]
- 岡本全勝（内閣官房参与兼福島復興再生総局事務局長、第4代復興庁事務次官）：高市郡明日香村
- 北畠治房（明治時代の司法官）
- 久保田雅晴（国土交通省航空局長）：生駒市
- 茶谷栄治（財務事務次官）
- 福田進（第38代国税庁長官）
- 藤田仁司[2]（水産庁次長〈2023年[2] - 〉）
- 前川喜平（第10代文部科学事務次官）：御所市
- 美並義人（東京国税局長、近畿財務局長）
- 三宅幸夫（第16代特許庁長官）
- 森岡二朗（内務省警保局長、台湾総督府総務長官）
- 森昌文（内閣総理大臣補佐官、第19代国土交通事務次官）
- 吉浦剛史（スポーツ庁スポーツキャリアサポートコンソーシアム推進委員）
- 吉川元偉（国連大使、経済協力開発機構日本政府代表部大使、アフガニスタン・パキスタン支援担当大使、在スペイン日本国大使館特命全権大使、外務省中東アフリカ局長）：御所市

### 軍人・自衛官
- 岡田為次（海軍少将）
- 木村松治郎（陸軍中将、第4師団長）
- 淵田美津雄（真珠湾攻撃における第1次攻撃隊指揮官。「トラトラトラ」を打電。）：葛城市
- 嶋崎重和（海軍中佐）:奈良市
- 杉田一次（陸軍大佐、陸上幕僚長）
- 堀栄三（陸軍中佐、陸将補）:西吉野村
- 堀丈夫（陸軍中将）
- 前田隆礼（陸軍少将）
- 松井源之助（陸軍少将）
- 好川三郎（陸軍少佐）

### 実業家
- 石橋信夫（大和ハウス工業社長）
- 岡本昭彦（吉本興業ホールディングス代表取締役社長・吉本興業代表取締役社長）
- 尾上縫
- 喜多恒雄（日本経済新聞社社長）：吉野郡大淀町
- 関桂三（東洋紡績会長、関西経済連合会会長）
- 千本倖生（DDI創業者、イー・アクセス株式会社創業者、イー・モバイル創業者）
- 十合伊兵衛（そごう百貨店創業者）：橿原市
- 初代武田長兵衛（後に武田薬品工業となる薬種商「近江屋」の創業者）：北葛城郡河合町
- 辻本憲三（株式会社カプコンのCEO）：橿原市（県立畝傍高等学校 定時制）
- 土倉庄三郎（山林事業家）
- 土倉冨士雄（カルピス食品工業元社長）
- 土倉龍治郎（山林事業家）
- 広江一也（NORAグループ創業者代表、美容師）：生駒郡
- 初代津村重舎（株式会社ツムラ創業者）：宇陀市
- 西川善文（三井住友銀行元頭取、三井住友フィナンシャルグループ元社長、日本郵政元社長、全国銀行協会元会長）：橿原市（県立畝傍高等学校－大阪大学法学部卒）
- 野田順弘（オービック創業者、日本の富豪ランキング10位）：室生村（県立榛原高等学校－関西大学経済学部卒）
- 茂木重次郎（日本ペイント創業者）：大和郡山市
- 森雅彦（DMG森精機社長）：大和郡山市
- 山口昌紀（近畿日本鉄道（近鉄）代表取締役会長）：奈良市（奈良女子大付属高校－京都大学法学部卒）
- 山田安民（ロート製薬創業者）：宇陀市
- 脇田珠樹（元ニッセンホールディングス社長）：高市郡明日香村
- 西本資史（実業家）：福島宝山グループ　代表

## 文化人

### 学者・研究者
- 東季彦（商法学者、日大学長）：吉野郡十津川村
- 網干善教（考古学者）：高市郡明日香村
- 一海知義（中国文学者、神戸大名誉教授）
- 井上雅文（農学者）：奈良市
- 岡本健（観光学者）
- 北岡伸一（政治学者）：吉野郡吉野町
- ケイコ・マクドナルド（日本学者、ピッツバーグ大学教授）
- 佐伯啓思（経済学者）：奈良市
- 若林克法 (ナノグラフェン研究)
- 千田稔（歴史学者）
- 田村元秀（天文学者）：宇陀市
- 西宮一民（上代文学、皇學館大学長）
- 樋口清之（考古学者）
- 廣瀬克哉（行政学者、法政大学総長）
- 福井謙一（化学者、ノーベル化学賞受賞、文化勲章受章、学士院会員）：奈良市
- 増田四郎（経済学者）：山辺郡山添村
- 松下三十郎（触媒化学、北海道大名誉教授）
- 山内得立（哲学者、京大名誉教授、文化功労者）
- 山田三良（法学者、京城帝大総長、文化功労者、学士院長）
- 米山俊直（文化人類学者、京都大名誉教授）：奈良市
- 山内邦臣（英米文学者、京都大名誉教授）（旧姓姉嵜）：奈良市
- 名越康文（精神科医、京都精華大学 人文学部特任教授）
- 松本紘（工学者、京都大名誉教授、京都大総長）：大和郡山市
- 東樋口護（環境学者、鳥取環境大学教授）：生駒郡斑鳩町
- 辻本豪三（薬理学者、元京都大学教授）
- 麻生泰（医師、タレント、YouTuber）

### 洋画家・彫刻家
- 絹谷幸二：奈良市
- 山本集：五條市
- 井上武吉
- 東樋口徹：生駒郡斑鳩町

### 陶芸家
- 富本憲吉：生駒郡安堵町
- 脇田宗孝：高市郡明日香村

### 書家
- 今井凌雪：奈良市
- 杉岡華邨：吉野郡下北山村
- 山村龍和：生駒市

### 写真家
- 入江泰吉：奈良市
- 大山千賀子
- 中藤まつゑ
- 六田知弘：御所市

### 作家・小説家
- 司馬遼太郎：葛城市
- 花岡大学：吉野郡大淀町
- 新家靖之：吉野郡吉野町
- 住井すゑ：磯城郡田原本町
- モブノリオ：桜井市
- 森見登美彦
- 木下昌輝
- 城平京
- 内藤善弘
- 五代ゆう
- 武者小路穣：奈良市（小説家武者小路実篤の三女・辰子の娘婿）

### 漫画家
- 上田倫子：生駒郡安堵町
- 楳図かずお：五條市
- 小野直美：奈良市
- 鹿賀ミツル
- 木下聡志
- たくま朋正
- 富樫じゅん：奈良市
- 中村紗弓
- 深田拓士
- 向浦宏和
- 森下裕美：宇陀市
- 山崎渉

### 棋士
- 桐山清澄
- 伊藤博文 (棋士)
- 増田裕司
- 斎藤慎太郎

### 映画監督
- 井筒和幸：大和郡山市
- ウエダアツシ：奈良市
- 奥中惇夫：奈良市
- 河瀨直美：奈良市
- 古東風太郎
- 高橋伴明：奈良市 （夫人は、女優 高橋惠子）
- 谷垣健治
- 戸田彬弘：大和郡山市
- 安田真奈
- 山村聰

### 脚本家
- 金春智子：奈良市
- 木村佳史：奈良市（放送・演芸作家）

### アニメーション制作関係者
- 岡本英樹（アニメ演出家、監督）
- 加藤浩（美術監督）
- 金田伊功（アニメーター）
- 吉岡宏起（プロデューサー、ENGI代表取締役社長）

### イラストレーター
- 芳岡ひでき

### クリエイター
- 坂本賀勇（任天堂・ゲームクリエイター）
- マサヤ・イチ - グラフィックデザイナー

### スタイリスト
・杉山幸恵（着付け師・和装スタイリスト）

### 能楽師
- 金春欣三：奈良市

### 俳人・詩人・歌人
- 阿波野青畝：高市郡高取町
- 櫟原聰：大和郡山市
- 佐々木幹郎：天理市
- 杉田菜穂：奈良市
- 野長瀬正夫：吉野郡十津川村
- 前登志夫：吉野郡下市町

### 評論家
- 保田與重郎：桜井市
- にしいあんこ

### ジャーナリスト
- 有本香
- 菅野完:天理市
- 長田美穂
- 福島香織:奈良市

### 音楽家
- 有馬理絵（クラリネット奏者）:奈良市

### 作詞家・作曲家
- 松村又一：高市郡明日香村の稲淵（「お月さん今晩わ」「国境の春」他。詩人でもある。）
- 橋本竹茂：大和高田市（元市役所職員。代表作国民歌「若い日本」）
- 中村泰士
- 海田庄吾
- 饗場公三
- 夛川王彦
- 田辺裕詞（Wonder Fruit）：吉野郡吉野町の吉野山

### 登山家
- 今西壽雄

### キャスター
- 藤沢久美：出生は大阪府。
- 上野貴穂
- 高安奈緒子（気象キャスター） - 橿原市

### アナウンサー
NHK
（現在所属の放送局などは各人物の項目を参照すること）
- 網秀一郎：大阪府生まれ奈良市育ち
- 瀧川剛史

近畿地方の放送局
- 岩本計介 - 朝日放送テレビ：桜井市
- 鷲尾千尋 - 朝日放送テレビ：香芝市
- 中島めぐみ - 関西テレビ放送
- 山本大貴 - 関西テレビ放送：奈良市
- 林真一郎 - ラジオ関西：奈良市
- 三澤肇 - 毎日放送、現在は報道局に所属し解説委員：奈良市
- 吉川奈央 - 奈良テレビ放送∶生駒郡斑鳩町

その他の地域
- 飴田彩子 - 福井エフエム放送：奈良市
- 笛吹雅子 - 日本テレビ報道キャスター：奈良市
- 小嶋沙耶香 - 広島ホームテレビ：奈良市
- 小高直子 - CBCテレビ：奈良市
- 坂口愛美 - 文化放送、元愛媛朝日テレビ、気象予報士：奈良市
- 佐々木六華 - テレビ宮崎：天理市
- 西本亜裕子 - 三重エフエム放送：橿原市
- 平田雅輝 - 三重テレビ放送：葛城市
- 福島智之 - 東海テレビ放送：生まれはアメリカ合衆国
- 福本義久 - 北海道文化放送
- 坊農秀治 - 元岐阜放送→元三重テレビ放送：大和郡山市
- 山本健太 - 日本テレビ：奈良市
- 東中健 - フジテレビ

フリー・退職者・転職者
- 石田紗英子 - フリー（レプロエンタテインメント所属）、元ウェザーニューズ→共同テレビジョン→生島企画室
- 岩崎和夫 - フリー（大阪テレビタレントビューロー所属）、元ラジオ関西：生まれは東京都
- 臼井雅基 - 声優（元大阪テレビタレントビューロー所属）、元奈良テレビ放送
- 岸本尚実 - フリー（オフィスキイワード所属）、元日本海テレビ→北海道放送
- 國友真由美 - フリー（エス・オー・プロモーション所属）、元中国放送記者→テレビ埼玉
- 久保弘毅 - 元テレビ神奈川
- 児玉良香 - ナレーター・声優（クリエイティブ・メディア・エージェンシー→児玉事務所→俳協）、元瀬戸内海放送：生まれは東京都
- 貞平麻衣子 - フリー（ホリプロ所属）、元IBC岩手放送
- 杉本清 - 競馬ジャーナリスト（アライバル所属）、元関西テレビ：大和高田市
- 瀬村奈月 - フリー、元テレビ和歌山→テレビ神奈川
- 田中めぐみ（愛） - フリー（オフィスキイワード→ホリプロ所属）：桜井市
- 新口絢子 - ラジオパーソナリティ、元茨城放送→元NHK奈良放送局契約キャスター：橿原市
- 長谷川豊 - 経営者・コンサルタント・プロデューサー、元フジテレビ→フリー：奈良市
- 浜野（後藤田）由起子 - フリー（スターダストプロモーション所属）
- 船越雅史 - フリー、元日本テレビ：奈良市
- 三代澤康司 - フリー、元朝日放送テレビ：大阪府出身、生駒郡三郷町在住
- 吉田小江子 - 医師、元フリー（元ソニー・ミュージックアーティスツ所属）

## 芸能人

### 歌手・シンガーソングライター
- 中将タカノリ：奈良市
- 碧井れみ：天理市
- 佐井好子
- 田中星児：御所市
- 山本潤子
- 三浦明利：吉野郡　※僧侶（光明寺21世住職）
- YOHKO
- 西川怜伽
- 氷置晋：奈良市

### ミュージシャン
- 青山テルマ：大和高田市
- あきらかにあきら（THE ORAL CIGARETTES）
- アミダ
- 幾田愛子
- KIDS
- CLUTCH J.HIMAWARI（元SEX MACHINEGUNS、現DUSTAR-3）：生駒市
- SaCo（少年カミカゼ）
- 鈴木重伸（THE ORAL CIGARETTES）
- 鈴木理菜（SCANDAL）
- CHATANIX
- 辻内祈（元Re:Complex）
- 西川弘剛（GRAPEVINE）
- 新田一郎
- 春川玲子（ジッタリンジン）
- 破矢ジンタ（ジッタリンジン）
- 樋口宗孝：奈良市（LOUDNESS）
- マコト（ドレミ團）
- 三木道三：生駒市
- やなせなな
- 山中拓也（THE ORAL CIGARETTES）
- 吉野晃一（超特急）
- 吉田雄介（tricot）
- LOSTAGE

演歌
- 竜鉄也：吉野郡
- 叶れい子：桜井市
- 川井聖子：奈良市
- KUBO-C（DOBERMAN INFINITY）
- GS（DOBERMAN INFINITY）
- P-CHO（DOBERMAN INFINITY）

### アイドル
- 市川円香
- AKB48グループ
  - AKB48元メンバー
    - 大西桃香（奈良市観光大使）：奈良市
    - 塚本まり子（大人AKB48 オーディション合格）

  - SDN48元メンバー
    - 津田麻莉奈

  - NMB48元メンバー
    - 太田夢莉
    - 福本愛菜（元吉本新喜劇研究生）：橿原市　　
    - 渡辺美優紀（元AKB48、SKE48）
- 大浦育子
- 鍵本輝（Lead）：生駒郡斑鳩町
- 加護亜依
- 河野純喜（JO1）：生駒郡平群町
- 小林弥生（元さんみゅ〜、奈良市観光大使）：橿原市
- 重本愛瑠
- 志崎ひなた：生駒市
- 実はる那
- 清水みさと
- 城島茂（TOKIO）：千葉県市原市生まれ、大和郡山市育ち（その他に京都、神奈川、鹿児島、大阪育ち）
- しより（お笑いコンビ「シュークリーム」、アイドルユニットつぼみ）: 橿原市
- 為近あんな：奈良市
- 谷口太一(DXTEEN)
- 辻こはる（FES☆TIVE、元SOL）
- 堂本剛（DOMOTO）：奈良市
- 服部美貴
- 東村芽依（日向坂46）：橿原市
- 疋田英美（おはガール、2008年4月〜2010年3月）
- 雛田なつみ
- 姫咲のえる（ベロティカ）
- 堀あかり：奈良市
- 松井ありさ：橿原市
- 松井絵里奈（松井ありさの姉）
- 茉井良菜（元煌めき☆アンフォレント）：桜井市
- 松本ルナ（predia）
- 水沢友香
- 向井康二（Snow Man）

### 俳優
- 麿赤児：桜井市
- 山村聰：天理市
- 和泉ちぬ
- 尾野真千子（吉野郡西吉野村・現五條市）
- 加藤雅也：奈良市
- 綾田俊樹
- 中林大樹：吉野郡
- 佐伯日菜子：大和郡山市
- 高田聖子：生駒郡斑鳩町
- 宝みつ子：吉野郡十津川村
- 八嶋智人：奈良市
- 吹石一恵：香芝市（大阪府生まれ）
- 松下奈緒：生駒市（兵庫県川西市育ち）
- 藤田陽子：吉野郡大淀町
- 麻田健人
- 手塚祐介：奈良市（俳優・声優）
- 手嶋智子
- 永田良輔
- 三浦剛 （演劇集団キャラメルボックス・横浜DeNAベイスターズの三浦大輔投手は実兄）
- 林貴子 （演劇集団キャラメルボックス）
- 福田ゆみ（アプレ所属）
- 北村守 （コメディユニット「スクエア」所属）
- 森田直幸
- 田畑猛雄
- 堀口ひかる
- 坪田秀雄
- 山本涼介
- 木戸邑弥
- 上田弘司（俳優、スーツアクター）
- 魚谷輝明
- 新珠三千代
- 大山デブ子
- 中谷さとみ
- 眞山典子（元京都ミス映画村）
- 木村敦
- 中園彩香
- 柊子
- 楊原京子：奈良市
- 吉田桃華
- 松出直也：桜井市
- 白山博基
- 太田唯
- 糸原美波（元劇団4ドル50セント）
- 堀内一市
- 滝譲二
- 小島康男

### 声優
- 飯田奈保美
- 伊勢文秀
- 礒部花凜（2014年ミス・ユニバース・ジャパン奈良代表）
- 猪砂和世
- 稲岡晃大[3]
- 岩田麻里
- 植田佳奈：生駒市
- 臼井雅基（フリーアナウンサー・声優）
- 大西健晴
- 岡本寛志
- 小川輝晃：橿原市（生まれは大阪府）
- 久保ユリカ（μ's）
- 髙坂篤志
- 佐倉ゆき
- 佐々木亜紀
- 島宇志夫
- 白石涼子：香芝市[4]
- 新宅ゆめ
- 中田雅之
- 中西悠
- 新山志保：生駒市
- 西野真人
- 長谷川杏里（声優、歌手）
- 堀川節子
- 前田ゆきえ
- 松村武
- 三間はるな
- ミルノ純
- 安田陸矢
- 山口理恵
- 山田きのこ

### タレント
- 赤松悠実
- 芦田万莉恵
- 稲光亜依
- 岩井万実
- 國嶋絢香
- 小塚舞子：生駒市
- 小日向えり
- 斉藤繭子
- 下村明香
- 立原啓裕：桜井市
- 坪井ミサト
- 中村優：奈良市
- 奈美悦子：北葛城郡広陵町
- 西川さち
- 松下まゆみ
- 南かおり：大和郡山市
- 南田裕介（ホリプロ・豊岡真澄の担当マネージャー）：北葛城郡王寺町
- 山本梓：奈良市（千葉県船橋市育ち）
- 七井貴行：五條市
- 吉田由香
- 吉乃すみれ
- 福田多希子
- 湯川なつめ

### モデル
- IVAN
- 栗本奈央
- 武井玲奈
- 堂珍敦子
- 阪井まどか
- 中川可菜
- 福間文香
- 疋田英美
- 三戸なつめ

### キャンギャル・レースクイーン
- 澤野ミチル

### お笑い芸人
- 明石家さんま
- 西川ヒノデ（西川ヒノデ・サクラ）：吉野郡下市町
- タイヘイ夢路（タイヘイトリオ）
- 西川のりお（西川のりお・上方よしお）：吉野郡川上村
- 中田治雄（元Wヤング）：大和高田市
- 海原かなた：天理市
- 松谷賢示（水玉れっぷう隊）：吉野郡天川村
- 大上邦博（ハリガネロック）：葛城市
- 岡友美（青空）：奈良市
- 堂土貴（ルート33）：奈良市
- 小堀裕之（2丁拳銃）：奈良市
- 安田善紀（りあるキッズ）：橿原市
- 高井俊彦（ランディーズ）：橿原市
- 井本貴史（ライセンス）：王寺町
- 藤原一裕（ライセンス）：生駒市
- 西田幸治（笑い飯）：奈良市
- 哲夫（笑い飯）：桜井市
- ゆりやんレトリィバァ：吉野郡吉野町
- 岡田康太（オレンジサンセット）
- 下村達也（オレンジサンセット）
- 酒井藍：磯城郡田原本町
- 川瀬名人（ゆにばーす）：王寺町
- 和田友徳（ヘッドライト）：香芝市
- 梅村賢太郎（ラフ次元）：生駒市
- 空道太郎（ラフ次元）：奈良市
- ケツ（ニッポンの社長）：生駒市
- 中岡創一（ロッチ）：橿原市
- 榎森耕助（リップサービス）：天理市
- ますみ（天才ピアニスト）：大和高田市
- 田津原理音∶橿原市

### 落語家
- 桂雀太：五條市
- 桂しん吉：大和高田市
- 桂文鹿：奈良市
- 三遊亭圓丸：大和郡山市
- 笑福亭竹林：吉野郡上北山村
- 笑福亭鉄瓶：香芝市

## スポーツ選手

### ゴルフ
- 木下稜介
- 谷口徹：橿原市
- 藤本佳則

### バスケットボール
- 笠原太志（Bリーグ・愛媛オレンジバイキングス所属）
- 喜多誠：大和郡山市
- 西岡里紗（Wリーグ・三菱電機コアラーズ所属）
- 本多真実（Wリーグ・トヨタ紡織サンシャインラビッツ所属）
- 奥伊吹（Wリーグ・富士通レッドウェーブ所属）

### バレーボール
- 仁木希
- 辰巳遼

### ラグビー
- 青木拓己（リコーブラックラムズ東京所属）：天理市
- 石岡玲英（東芝ブレイブルーパス東京所属）
- 井上大介（クボタスピアーズ所属）
- 王子拓也（NTTドコモレッドハリケーンズ所属）
- 大西優希（神戸製鋼コベルコスティーラーズ所属）：橿原市
- 岡部崇人（キヤノンイーグルス所属）
- 岡村晃司（花園近鉄ライナーズ所属）
- 梶伊織（パナソニック ワイルドナイツ所属）
- 小西大樹（豊田自動織機シャトルズ所属）
- 小林亮太（ホンダヒート所属）
- 小松節夫（天理大学ラグビー部監督）
- 権晶秀（大阪朝鮮高校ラグビー部監督）
- 白栄拓也（浦安D-Rocks所属）
- 島根一磨（パナソニック ワイルドナイツ所属）
- 島直良（近鉄ライナーズ所属）
- 菅原貴人（花園近鉄ライナーズ所属）
- 立川直道（清水建設ブルーシャークス所属）：天理市
- 立川理道（クボタスピアーズ所属・ラグビーワールドカップ2015日本代表）：天理市
- 高野彬夫（元クボタスピアーズ所属）
- 田川明洋（日野レッドドルフィンズ所属）
- 竹井勇二（トヨタ自動車ヴェルブリッツ所属）：大和郡山市
- 竹田祐将（三菱重工相模原ダイナボアーズ所属）
- 竹田宜純（近鉄ライナーズ所属）
- 田中大治郎（元神戸製鋼コベルコスティーラーズ所属）：生駒市
- 田邉淳（元パナソニック ワイルドナイツ所属）
- 田淵慎理（近鉄ライナーズ所属）
- 田村玲一（クボタスピアーズ所属）：橿原市
- 塚本健太（サントリーサンゴリアス所属）：橿原市
- 土井貴弘（NECグリーンロケッツ所属）
- 中孝祐（神戸製鋼コベルコスティーラーズ所属）
- 中村優樹（NTTドコモレッドハリケーンズ所属）
- 西村渉（NTTコミュニケーションズシャイニングアークス所属）：御所市
- 光井勇人（NTTコミュニケーションズシャイニングアークス所属）：北葛城郡
- 松本仁志（豊田自動織機シャトルズ所属）
- 松本友介（リコーブラックラムズ所属）
- 松本悠介（リコーブラックラムズ所属）：天理市
- 眞野泰地（東芝ブレイブルーパス所属）
- 水野健（豊田自動織機シャトルズ所属）
- 宮本啓希（サントリーサンゴリアス所属）
- 森功至（クボタスピアーズ所属）：大和郡山市
- 森田洋介（元NECグリーンロケッツ所属）
- 森田佳寿（元東芝ブレイブルーパス所属）
- 森田澄（清水建設江東ブルーシャークス所属）：天理市
- 森田諒（Honda HEAT所属）
- 保井沙予（三重パールズ所属）
- 安田知生（元NECグリーンロケッツ所属）
- 八ッ橋修身（元神戸製鋼コベルコスティーラーズ所属）
- 山口知貴（豊田自動織機シャトルズ所属）
- 湯川純平（リコーブラックラムズ所属）
- 吉井耕平（近鉄ライナーズ所属）
- 吉川浩貴（NECグリーンロケッツ所属）
- 鷲谷正直（元トヨタ自動車ヴェルブリッツ所属）
- 中川将弥（島津製作所Breakers所属）

### 柔道
- 野村豊和（ミュンヘンオリンピック柔道軽中量級優勝）
- 野村忠宏（ミキハウス）：広陵町
- 堀越英範

### 卓球
- 藤井寛子

### ホッケー
- 森本さかえ：橿原市

### マラソン・陸上選手
- 北岡幸浩：奈良市（ＮＴＮ株式会社所属）
- 伊藤舞：奈良市（大塚製薬所属）

### バドミントン
- 高橋礼華：橿原市（日本ユニシス所属、リオデジャネイロオリンピックバドミントン女子ダブルス金メダル）
- 高橋沙也加：橿原市（日本ユニシス所属）

### プロボウラー
- 酒井武雄
- 久保田彩花

### プロレス・格闘家
- 力皇猛（元プロレスリング・ノア所属）：桜井市
- 橋本友彦 (PRO WRESTLING A-TEAM)
- アップルみゆき（KAIENTAI-DOJO所属）
- 風香（女子総合格闘家）
- 柿本大地（DDTプロレスリング所属）
- 土井成樹（ドラゴンゲート所属）：生駒市
- 北岡悟（パンクラスism所属）

### ボクシング
- 辻本章次（ウェルター級で世界王座挑戦歴あり）
- 名城信男：奈良市
- 中村千香（女子プロボクサー）
- 奥本貴之：大和高田市
- 村田諒太（ロンドンオリンピックミドル級優勝から2013年プロ転向）：奈良市
- 藤北誠也:天理市
- 中嶋一輝:大和郡山市
- 西田凌佑:香芝市
- 馬場龍成:香芝市

#### アマチュアボクシング
- 釘宮智子：桜井市
- 荒本一成：香芝市

### 騎手
- 藤井勘一郎（JRA）

### サッカー

#### 現役選手
- 前田俊介（ディアブロッサ高田FC）：桜井市
- 古橋亨梧（スタッド・レンヌ）：生駒市
- 菅田真啓（ベガルタ仙台）

#### 元選手
- 内藤就行（アルビレックス新潟ユースコーチ）：奈良市
- 松代直樹（ガンバ大阪ユースコーチ）
- 広野耕一：北葛城郡
- 都築龍太：平群町
- 古田泰士
- 三好毅典（V・ファーレン長崎GKコーチ）
- 國保塁（V・ファーレン長崎フィジカルコーチ）
- 杉本倫治
- 楢﨑正剛（名古屋グランパスGKコーチ）：香芝市
- 片山奨典
- 林丈統：奈良市
- 北本久仁衛（ヴィッセル神戸U-18コーチ）
- 西嶋弘之：北葛城郡河合町
- 阿部浩之：北葛城郡
- 二見宏志：奈良市
- 平岡翼：橿原市
- 阪本翔一朗：橿原市
- 松木政也：奈良市
- 寺前光太：大和高田市

### フットサル
- 藤井健太

### 野球

#### NPB（日本プロ野球）・MLB（米メジャーリーグ）

##### 現役選手
- 伊原陵人（阪神タイガース): 橿原市
- 荻野貴司（千葉ロッテマリーンズ）：高市郡明日香村
- 大西広樹（東京ヤクルトスワローズ）：香芝市
- 岡本和真（読売ジャイアンツ）：五條市
- 小野寺暖（阪神タイガース）：奈良市
- 門脇誠（読売ジャイアンツ）：奈良市
- 川口冬弥（福岡ソフトバンクホークス）：生駒郡三郷町
- 木村光（福岡ソフトバンクホークス）：桜井市
- 久保康友（兵庫ブレイバーズ）：橿原市
- 黒川史陽（東北楽天ゴールデンイーグルス）：北葛城郡河合町
- 島本浩也（阪神タイガース）：大和高田市
- 曽谷龍平（オリックス・バファローズ）：生駒郡斑鳩町
- 津田淳哉（阪神タイガース）：大和郡山市
- 西浦直亨（横浜DeNAベイスターズ）：吉野郡大淀町
- 野口智哉（オリックス・バファローズ）：橿原市
- 松本竜也（広島東洋カープ）：桜井市
- 宮川哲（東京ヤクルトスワローズ）：生駒市
- 吉田一将（台鋼ホークス）：橿原市

##### 監督・コーチ・球団職員・審判員
- 福田功（中部学院大学 外部コーチ）
- 東利夫（シニアディレクター兼審判技術指導員）：桜井市
- 石井智（びわこ成蹊スポーツ大学総監督）：橿原市
- 高代延博（大阪経済大学硬式野球部 監督）
- 米村理（ノースアジア大学 監督）
- 駒田徳広（読売ジャイアンツ 三軍監督）：磯城郡三宅町
- 吉村禎章（読売ジャイアンツ  編成本部長スカウト担当）：御所市
- 三浦大輔（横浜DeNAベイスターズ 一軍監督）：橿原市
- 大森剛（読売ジャイアンツ スカウト）
- 辻本弘樹（ジェイプロジェクト硬式野球部 監督）
- 野々垣武志（佐久長聖高等学校 女子硬式野球部 監督）：桜井市
- 宮越徹（東北楽天ゴールデンイーグルスチーム統括本部長補佐）
- 中村泰広（阪神タイガース球団職員）：橿原市
- 染田賢作（京都府立西城陽高等学校 監督）：宇陀市
- 亀井善行（読売ジャイアンツ 一軍外野守備兼走塁コーチ）：大和郡山市
- 小窪哲也（広島東洋カープ 一軍打撃コーチ）：葛城市
- 森口壽樹（NPB審判員）
- 鍬原拓也（福岡ソフトバンクホークス 球団職員）：御所市（出生は岡山県玉野市）
- 立田将太（北海道日本ハムファイターズ 球団職員）：北葛城郡広陵町　球団職員

##### 元選手
- 溝部武夫（元・阪急軍・阪急ブレーブス、大阪タイガース、京都大丸）
- 戸口天従（元・近鉄、阪急）
- 森中千香良（元・南海、大洋、東映・日拓・日本ハム、大洋）
- 東田正義（元・西鉄・太平洋クラブ、日本ハム、阪神）：桜井市
- 外山義明（元・ヤクルトアトムズ、ロッテ）
- 門田博光（元・南海、オリックス、福岡ダイエー）[5]：五條市（出生地は山口県山陽小野田市）
- 江夏豊（元・阪神、南海、広島、日本ハム、西武）：奈良市柳生
- 猪口明宏（元・巨人）
- 柳原隆弘（元・ヤクルト、近鉄、日本ハム）
- 山口哲治（元・近鉄、南海、東北楽天プロスカウト）
- 上村恭生（元智辯学園高等学校監督）：御所市
- 鈴木康友（元・巨人、西武、中日、西武、徳島インディゴソックス野手コーチ）：五條市
- 牛島和彦（元・中日、ロッテ、横浜ベイスターズ 一軍監督）：河合町（出生地、大阪府大東市育ち）
- 若井基安（元・南海・福岡ダイエー、ソフトバンク コーチ）
- 水尾嘉孝（元・横浜・オリックス、西武）
- 福井敬治（元・巨人、広島、茨城）
- マイケル中村（元・ミネソタ・ツインズ、トロント・ブルージェイズ 、北海道日本ハム、巨人、埼玉西武）
- 田中宏和（元・近鉄）
- 辻田摂（元・中日）
- 歌藤達夫（元・オリックス、北海道日本ハム、巨人）：奈良市
- 関本賢太郎（元・阪神）：橿原市
- 庄田隆弘（元・阪神）：桜井市
- 長崎伸一（元・ロッテ）
- 中村真人（元・東北楽天）
- 秦裕二（元横浜、富山GRNサンダーバーズ コーチ）：生駒市 - 大阪府出身とするものもある。
- 加治前竜一（元・巨人、三菱重工長崎、三菱日立パワーシステムズコーチ）：橿原市
- 森跳二（元・広島）：磯城郡田原本町
- 末永仁志（元・ロッテ）：奈良市
- 吉田利一（元・中日）：大和郡山市
- 辻内崇伸（元・巨人、イースト・アストライアコーチ）：磯城郡川西町
- ダース・ローマシュ匡（元・北海道日本ハム）：生駒市
- 木村敏靖（元・東北楽天）：葛城市
- 向谷拓巳（元・東北楽天）：桜井市
- 岡田雅利（元・西武）：奈良市

#### その他男子野球
- 生島大輔（淡路島ウォリアーズ監督兼選手）：大和郡山市

#### 女子野球
- 梅本由紀（大阪ブレイビーハニーズ）
- 松本育代（京都アストドリームス）
- 森若菜：桜井市

### レーサー
- 脇阪寿一：奈良市
- 脇阪薫一：奈良市
- 道上龍：天理市
- 山田英二：吉野郡吉野町
- 三浦愛：橿原市

### 水泳
- 山本貴司：香芝市

### 力士
- 琴裕将由拡：橿原市
- 大真鶴健司：川上村
- 德勝龍誠（千田川親方）：奈良市
- 力櫻猛：桜井市

### 自転車競技
- 辻貴光（ロードレース選手）：奈良市
- 辻善光（ロードレース選手）：奈良市
- 辻浦圭一（シクロクロス選手）：大和高田市
- 吉田隼人（ロードレース選手）：磯城郡田原本町
- 山本元喜（ロードレース選手）：生駒郡平群町

#### 競輪選手
- 大井栄治
- 大井健司
- 大井啓世

## その他

### 性風俗関係者
- 葉山瑠菜（ストリッパー）

### その他の人物
- 川口由一（自然農の実践者）
- 味岡申宰（弁護士、新潟水俣病裁判の被害者弁護団の一人）
- わいわい（ゲーム実況者、ストリーマー）

### フィクションの人物
- かぐや姫（竹取物語のヒロイン）：北葛城郡広陵町
- 久米仙人（今昔物語などの登場人物）
- 勝木孫右衛門（近松門左衛門作『冥途の飛脚』の登場人物）：橿原市
- 砂かけ婆（妖怪。『ゲゲゲの鬼太郎』等に登場）
- かげろうお銀（くノ一。『水戸黄門』に登場）：奈良市月ヶ瀬
- 小杉十五郎（小説『仕掛人・藤枝梅安』の登場人物で、元高取藩士）
- イブキ（『仮面ライダー響鬼』の登場人物）：吉野郡
- 紫東遙（アニメ『ラーゼフォン』のヒロイン）
- 比良坂綾奈（『ガメラ3 邪神覚醒』のヒロイン）：高市郡明日香村
- 宇宙皇子（同名ファンタジー小説の主人公）：御所市
- 奈良仏娘（『もえちり!』シリーズの擬人化キャラ）
- 高峯のあ（『アイドルマスターシンデレラガールズ』に登場するアイドル）
- 道明寺歌鈴（『アイドルマスターシンデレラガールズ』に登場するアイドル）
- 葛之葉 雨彦（『アイドルマスター SideM』に登場するアイドル）
- 高嶋友奈（『乃木若葉は勇者である』の登場人物）

## 歴史上の人物

### 奈良時代以前
- 綏靖天皇（第2代）から光仁天皇（第49代）までのほぼすべての天皇（例外：継体天皇など）
- 吉備津彦（孝霊天皇の皇子。桃太郎のモデルとされる。）：磯城郡田原本町
- 倭迹迹日百襲媛命（孝霊天皇の皇女。邪馬台国の女王卑弥呼に比定される。）：磯城郡田原本町
- 当麻蹴速（日本書紀に登場する人物。相撲の祖。）：葛城市
- 聖徳太子（飛鳥時代の皇族）：高市郡明日香村
- 南淵請安（飛鳥時代の学者）：高市郡明日香村
- 藤原鎌足（飛鳥時代の政治家）：明日香村説と橿原市説あり
- 役小角（飛鳥時代の呪術者。通称役行者。）：御所市
- 柿本人麻呂（飛鳥時代の歌人）：葛城市
- 稗田阿礼（奈良時代の人物。古事記編纂者の一人。）：大和郡山市
- 中将姫（奈良時代の尼僧）：奈良市
- そのほか古墳時代から奈良時代にかけての歴史上人物の大半。

### 平安時代以降
- 桓武天皇（第50代天皇）
- 平城天皇（第51代天皇）
- 嵯峨天皇（第52代天皇）
- 早良親王（平安時代の皇族）
- 修円（平安時代の僧侶）
- 源信（平安時代の僧侶）：葛城市
- 在原業平（平安時代の貴族）：天理市
- 菅原道真（平安時代の貴族）：奈良市
- 安倍晴明（平安時代の陰陽師）：桜井市
- 中原有象（平安時代の儒学者・貴族・官僚）
- 磯禅師（静御前の母）：大和高田市
- 叡尊（鎌倉時代の僧侶）
- 忍性（鎌倉時代の僧侶）：三宅町
- 長慶天皇（第98代天皇。南朝3代）
- 後亀山天皇（第99代天皇。南朝4代として吉野で即位）
- 英俊（室町時代の僧侶。多聞院日記の作者の一人。）：橿原市
- 村田珠光（室町時代の茶人。わび茶の祖）：奈良市
- 武野紹鴎（室町時代の茶人。）：吉野郡
- 筒井順慶（戦国時代の大名）：大和郡山市
- 十市遠忠（戦国時代の武将歌人：橿原市
- 島清興（戦国時代の武将。通称島左近）
- 今井宗久（安土桃山時代の茶人）：橿原市
- 胤栄（戦国時代の僧侶。宝蔵院流槍術の開祖）：奈良市
- 果心居士（戦国時代の幻術師。架空の人物とする説もある）奈良市
- 中井正清：江戸時代初期の大工頭。徳川家関係の重要な建築を担当。
- 柳生宗厳（戦国時代の剣術家。号は石舟斎）：奈良市
- 柳生宗矩（江戸時代の大名、剣術家）：奈良市
- 柳生三厳（江戸時代の剣術家。通称柳生十兵衛）：奈良市
- 木村友重（木村助九郎、江戸時代の剣豪。柳生四天王筆頭、紀州徳川藩士）：奈良市
- 片桐貞昌（江戸時代の大名、茶人。通称片桐石州。茶道石州流の祖）：大和郡山市
- 松倉重政（江戸時代の大名。島原藩主）
- 隆光（江戸時代の僧）
- お七（八百屋お七のモデル）：大和高田市
- 初代武田長兵衛（後に武田薬品工業となる薬種商「近江屋」の創業者）：北葛城郡河合町
- 尾関雅次郎（新撰組隊士。隊のトレードマークである「誠」の旗を持つ役をしていたのは彼）：高市郡高取町
- 尾関弥四郎（新撰組隊士。尾関雅次郎の兄）
- 橋本皆助（新撰組隊士、御陵衛士、陸援隊隊士）：大和郡山市

## 奈良県にゆかりのある人物

### 江戸時代以前
- 神武天皇：初代天皇として橿原宮で即位。
- 鑑真：奈良時代の僧侶。唐より渡来し唐招提寺を建立。
- 空海：平安時代の僧侶。久米寺で真言宗を開く端緒を得る。
- 延鎮：平安時代の子嶋寺の僧。清水寺を創建。
- 真興：平安時代の僧侶。子嶋寺中興の祖。一条天皇の病気平癒祈願の功により両界曼荼羅を賜る。
- 藤原道長：平安時代の貴族。寛弘4年（1007年）、金峰山に経塚を造営。
- 平重衡：平安時代の武将。治承4年（1181年）、南都焼討を指揮。
- 源義経：平安時代の武将。吉野をはじめ県内にはゆかりの地が多い。
- 静御前：平安時代の女性。晩年は母の里である高田で過ごした。
- 重源：鎌倉時代の僧侶。大勧進職として東大寺の復興に尽力。
- 栄西：鎌倉時代の僧侶。重源の後を受けて東大寺大勧進職に就任。
- 後醍醐天皇：第96代天皇。南朝初代として吉野に朝廷を置く。
- 護良親王（大塔宮）：後醍醐天皇の皇子。大塔村の由来。
- 後村上天皇：第97代天皇。南朝2代として吉野で即位。賀名生に皇居を移す。
- 世阿弥：室町時代の猿楽師。能楽を大成。大和国出身とする説もある。
- 足利義昭：室町幕府第15代将軍。28歳まで興福寺一乗院門主を務める。
- 松永久秀：戦国大名。多聞山城を築く。
- 豊臣秀長：郡山城主。豊臣秀吉の弟。
- 織田長益：別名有楽斎。織田信長の弟。芝村藩、戒重藩の礎を築く。
- 高山右近：キリシタン大名。大和国宇陀郡の沢城主。
- 平野長泰：田原本藩初代藩主。賤ヶ岳の七本槍の一人。
- 荒木又右衛門：大和郡山藩、松平忠明に、250石の剣術師範役に取り立てられた。
- 植村家政：高取藩初代藩主。
- 柳沢吉里：郡山藩主。柳沢吉保の息子。
- 柳沢淇園 : 江戸時代の文人画家。郡山藩士。
- 川路聖謨：幕末の幕臣。奈良奉行。
- 中山忠光：幕末の公卿。天誅組主将。

### 明治時代以降
- 海江田信義（政治家）：薩摩藩士。奈良県知事（明治2年〜4年）
- 税所篤（政治家）：薩摩藩士。奈良県知事（明治20年〜22年）
- 志賀直哉（小説家。宮城県出身）：1930年代は奈良市に居住。
- 武者小路実篤（小説家）：奈良市に居住。
- 堺屋太一（小説家。大阪府大阪市出身）：本籍が御所市。
- 富岡鉄斎（画家）：石上神宮宮司として天理市に居住。
- 杉本健吉（画家）：東大寺塔頭にアトリエを構える。
- 小倉遊亀（画家）：奈良女子高等師範学校卒。
- 岡潔（数学者）：奈良市に居住。奈良女子大学名誉教授。
- 河合隼雄(心理学者）:奈良市に居住。
- 吉野裕子（民俗学者）：奈良市に居住。
- 森一夫（教育評論家）：奈良市に居住。
- 奥村彪生（伝承料理研究家。和歌山県西牟婁郡出身）：香芝市に居住。
- 津島勝（映画監督）：奈良女子大附属高校に在学時期あり。
- 手塚治虫（漫画家。兵庫県宝塚市出身）：奈良県立医科大学で博士号を取得。
- 赤塚不二夫（漫画家。新潟県出身）：終戦後、1949年までの4年間を母の郷里の奈良県大和郡山市矢田口で育つ。
- プロコフィエフ（作曲家）：奈良市に長く滞在し、ピアノ協奏曲第3番等の原型となった白鍵四重奏曲の構想を練った。
- メシアン（作曲家）：奈良市滞在時の印象を「奈良公園と石灯籠」（『7つの俳諧』第2曲）として作曲。
- 河内國平（刀匠）：東吉野村在住。奈良県無形文化財保持者、現代の名工。
- 千葉すず（水泳選手）：香芝市に居住。
- 十朱幸代（女優）：奈良市に疎開。
- 堀ちえみ（タレント。大阪府堺市出身）：香芝市に居住。
- 宮川大助・花子（漫才師。大助は鳥取県境港市、花子は大阪府大阪市出身）：生駒市に居住。
- 萬田久子（女優。大阪市出身）：帝塚山大学短期大学部卒業。
- 福元英恵（元フジテレビアナウンサー・野球選手・福盛和男夫人）：帝塚山中学校・高等学校卒業。
- 愛内里菜（元歌手・現在は垣内りかで活動中。大阪府岸和田市出身）：実家が奈良市。帝塚山中学校・高等学校卒業。
- 谷村奈南（歌手。大阪府池田市出身）：帝塚山中学校・高等学校卒業。
- さとう里香（タレント。京都府城陽市出身）：帝塚山大学（休学中）。
- 福井未菜（タレント）：帝塚山大学短期大学部人間環境学科卒業。
- 松本和也（NHKアナウンサー）：初任地が奈良局。
- 秋月りす（漫画家）：奈良市在住。
- 柳本啓成（元サッカー選手(元サッカー日本代表）：小学校2年生の頃、大阪府から奈良県に引っ越し。現在、奈良県で、サッカースクールを運営。
- 山中伸弥（大学教授。東大阪市出身）：2012年ノーベル生理学・医学賞受賞、小学校時代から大学一回生まで、奈良市に在住。
- 世耕弘成（政治家。大阪市出身、和歌山県新宮市在住）：小学校時代から奈良市に住んでいた。
- 堤真一（俳優。兵庫県西宮市出身）：母が奈良県出身。
- 田中和子：元女子競輪選手。選手登録地が当県。兵庫県出身。
- 春田真（実業家）：ディー・エヌ・エー（DeNA）取締役会長。高校時代まで奈良県で過ごした。
- 清原和博（元プロ野球選手。大阪府岸和田市出身）：母が奈良県出身。
- 清原幸治（元社会人野球選手）：母が奈良県出身。
- 岡田圭右（芸人。大阪市出身）：元妻が上嶋祐佳。
- 岡田隆之介（俳優）、岡田結実（タレント）兄妹：母が上嶋祐佳。
- 明石家さんま（お笑いタレント。和歌山県東牟婁郡生まれ）：2歳から高校卒業まで奈良市で過ごした。
- 竹地祐治（CBCテレビアナウンサー。岐阜県美濃加茂市出身）：妻が同僚の小高直子。
- 古谷敏郎（NHKアナウンサー）：初任地がNHK奈良放送局。
- 谷地健吾（NHKアナウンサー）：初任地がNHK奈良局。
- 金子哲也（NHKアナウンサー）：NHK奈良局勤務経験者。
- 荒木美和（NHKアナウンサー）：NHK奈良局勤務経験者。
- 渡部建（お笑い芸人。東京都八王子市出身）：母方の梅本家が吉野出身。
- 山内健司（お笑い芸人。島根県松江市出身）：奈良教育大学時代、奈良市に住んでいた。
- 山根明 (日本ボクシング連盟前会長)
- 山本浩之（アナウンサー。堺市出身）：奈良市在住
- 角元明日香（声優）：奈良県の家系であり、明日香の名前も明日香村から由来している。